# La Française des Jeux (wielerploeg)/2006
Deze pagina geeft een overzicht van de wielerploeg La Française des Jeux in 2006.
| Naam                 | Geboortedatum | Nationaliteit | Ploeg 2005      |
| -------------------- | ------------- | ------------- | --------------- |
| Ludovic Auger        | 17-02-1971    | Frankrijk     |                 |
| Freddy Bichot        | 09-09-1979    | Frankrijk     |                 |
| Sandy Casar          | 02-02-1979    | Frankrijk     |                 |
| Carlos Da Cruz       | 20-12-1974    | Frankrijk     |                 |
| Mickaël Delage       | 06-08-1985    | Frankrijk     |                 |
| Christophe Detilloux | 03-05-1974    | België        |                 |
| Rémy Di Grégorio     | 31-07-1985    | Frankrijk     |                 |
| Bernhard Eisel       | 17-02-1981    | Oostenrijk    |                 |
| Frédéric Finot       | 20-03-1977    | Frankrijk     |                 |
| Arnaud Gérard        | 10-06-1984    | Frankrijk     |                 |
| Philippe Gilbert     | 05-07-1982    | België        |                 |
| Frédéric Guesdon     | 14-10-1971    | Frankrijk     |                 |
| Lilian Jégou         | 20-01-1976    | Frankrijk     |                 |
| Sébastien Joly       | 25-06-1979    | Frankrijk     | Crédit Agricole |
| Matthieu Ladagnous   | 12-12-1984    | Frankrijk     | espoirs         |
| Gustav Larsson       | 20-09-1980    | Zweden        | Fassa Bortolo   |
| Eric Leblacher       | 21-03-1978    | Frankrijk     | Crédit Agricole |
| Thomas Lövkvist      | 04-04-1984    | Zweden        |                 |
| Bradley McGee        | 24-02-1976    | Australië     |                 |
| Ian McLeod           | 03-10-1980    | Zuid-Afrika   |                 |
| Christophe Mengin    | 03-09-1968    | Frankrijk     |                 |
| Cyrille Monnerais    | 24-08-1983    | Frankrijk     |                 |
| Francis Mourey       | 08-12-1980    | Frankrijk     |                 |
| Fabien Patanchon     | 14-06-1983    | Frankrijk     | espoirs         |
| Jérémy Roy           | 22-06-1983    | Frankrijk     |                 |
| Benoît Vaugrenard    | 05-01-1982    | Frankrijk     |                 |
| Jussi Veikkanen      | 29-03-1981    | Finland       |                 |

## Teams

### Ronde van de Algarve
15 februari–19 februari
- 41.  Bernhard Eisel
- 42.  Carlos Da Cruz
- 43.  Frédéric Guesdon
- 44.  Christophe Mengin
- 45.  Arnaud Gérard
- 46.  Mickaël Delage
- 47.  Christophe Detilloux
- 48.  Jussi Veikkanen

### Ronde van het Baskenland
3 april–8 april
- 181.  Frédéric Finot
- 182.  Jussi Veikkanen
- 183.  Sandy Casar
- 184.  Freddy Bichot
- 186.  Eric Leblacher
- 187.  Thomas Lövkvist
- 188.  Ian McLeod
- 189. —

### Ronde van Romandië
25 april–30 april
- 141.  Bradley McGee
- 142.  Mickaël Delage
- 143.  Arnaud Gérard
- 144.  Rémy Di Grégorio
- 145.  Eric Leblacher
- 146.  Ian McLeod
- 147.  Cyrille Monnerais
- 148.  Jérémy Roy

### Critérium du Dauphiné Libéré
4 juni–11 juni
- 131.  Philippe Gilbert
- 132.  Rémy Di Grégorio
- 133.  Frédéric Guesdon
- 134.  Sébastien Joly
- 135.  Eric Leblacher
- 136.  Christophe Mengin
- 137.  Francis Mourey
- 138.  Benoît Vaugrenard

1997 · 1998 · 1999 · 2000 · 2001 · 2002 · 2003 · 2004 · 2005 · 2006 · 2007 · 2008 · 2009 · 2010 · 2011 · 2012 · 2013 · 2014 · 2015 · 2016 · 2017 · 2018 · 2019 · 2020 · 2021 · 2022 · 2023 · 2024 · 2025
Ag2r Prévoyance · Bouygues Télécom · Cofidis, Le Crédit par Téléphone · Crédit Agricole · Team CSC · Davitamon-Lotto · Discovery Channel Pro Cycling Team · Euskaltel-Euskadi · La Française des Jeux · Team Gerolsteiner · Illes Balears-Caisse D'Espargne · Lampre-Fondital · Astana · Liquigas - Bianchi · Phonak Hearing Systems · Quick Step-Innergetic · Rabobank · Saunier Duval-Prodir · Team Milram · T-Mobile Team